# Stannoidite
La stannoidite è un minerale.